# Seewag
Die Seewag ist ein rund 10 Kilometer langer rechter Zufluss der Wigger im Schweizer Kanton Luzern. 

## Geographie

### Verlauf
Der Bach entspringt als Tuetenseebächli beim Hof Rossmoos auf etwa 852 m ü. M. am Waldrand zum Äbnetwald nordwestlich von Wolhusen. Er fliesst anfangs nach Nordosten und nimmt kurz darauf einen linken Quellbach auf. Nach dem Hof Chlischwand durchfliesst er kurz Waldgebiet, in dem er einen 40 Meter hohen Wasserfall herabstürzt und zwei weitere Quellbäche aufnimmt. Er durchfliesst offen den Weiler Tutensee und durchquert nun meist Ackerland. Nach dem Weiler wendet er sich gegen Nordwesten, unterquert die Hauptstrasse 2a und folgt den Bahngleisen der S-Bahn Luzern. Bei der Flur Ladesagi nimmt er dann den Bach Seewag auf, der aus dem Tuetisee abfliesst. Dabei erreicht er die Talsohle und wird von dort an Seewag genannt.
Der Bach erreicht Menznau und unterquert dabei den Bahnhof. Er passiert das Gelände des Industriebetriebs Kronospan und kurz danach den Weiler Daiwil im Osten. Hier fliesst er kurz gegen Nordnordwest und folgt direkt den Bahngleisen. Er nimmt den Riedtalbach auf und wendet sich bei Ischlagmatt kurz nach Nordnordosten, um dann in einem Bogen nach Nordwesten die Rot aufzunehmen. Er tangiert das Industriegebiet sowie eine kleine Wohnsiedlung im östlichen Teil von Willisau und fliesst dann weiter nach Norden. 
Nachdem die Seewag das Schwimmbad passiert hat, mündet sie auf 544 m ü. M. von rechts in die Wigger.

### Einzugsgebiet
Das Einzugsgebiet der Seewag erstreckt sich über eine Fläche von 31,46 Quadratkilometern. Es besteht aus 65,5 % landwirtschaftlicher Fläche, 26,1 % bestockter Fläche, 7,2 % Siedlungsfläche, 0,5 % unproduktiver Fläche und 0,7 % Gewässerfläche. Der höchste Punkt liegt auf 981 m ü. M. bei Buechehübeli oberhalb von Chabis, die durchschnittliche Höhe beträgt 663 m ü. M.
Im Süden liegt das Einzugsgebiet der Wigger, die in die Kleine Emme entwässert, und im Osten das der Rot, die ebenfalls in die Wigger mündet.

### Zuflüsse
Von der Quelle zur Mündung. Namen nach dem Geoportal des Kanton Luzern, Daten nach dem Geoserver der Schweizer Bundesverwaltung oder durch Eigenmessung
- Underschlächtenbach[3] (links), 1,8 km[4]
- Schwarzebach[3] (rechts), 1,4 km[4]
- Burgacherbach[3] (links), 2,1 km[4]
- Tueteseebach (links), 1,5 km[4] (über den Strang Schwandbach→Tueteseebach 2,5 km[4])
- Hackbrettbach (rechts), 0,4 km[4]
- Rüdelgraben (links), 0,8 km
- Rickenbach (links), 2,6 km, 2,23 km²
- Weiherweidgraben (rechts), 0,4 km[4]
- Rötelberggraben (rechts), 0,9 km[4]
- Älsenaugraben (links), 0,7 km
- Riedtalbach (links), 4,3 km, 5,81 km², 130 l/s
- Rot (rechts), 8,5 km, 11,02 km², 230 l/s
- Länghusbach (rechts), 0,3 km[4]
- Geisshörnlibach (rechts), 0,4 km[4]
- Chilengraben (rechts), 0,5 km[4]

## Hydrologie
Bei der Mündung der Seewag in die Wigger beträgt ihre modellierte mittlere Abflussmenge (MQ) 660 l/s. Ihr Abflussregimetyp ist pluvial supérieur, und ihre Abflussvariabilität beträgt 24.